# Nationalpark Xuân Thủy
Koordinaten: 20° 14′ N, 106° 31′ O
Der Nationalpark Xuân Thủy (vietnamesisch Vườn quốc gia Xuân Thủy) befindet sich circa 150 km südöstlich von Hanoi in der Provinz Nam Dinh in Nordvietnam. Der Park ist Teil des UNESCO-Red River Biosphere Reserve und wurde am 2. Januar 2003 durch den Entschluss 01/2003/QĐ-TTg, der von Premierminister Nguyễn Tấn Dũng unterschrieben ist, vom Status des Feuchtgebiet-Naturreservats zum Nationalpark aufgewertet. Die IUCN hat ihn als Schutzgebiet der Kategorie II (Nationalpark) aufgenommen. Xuan Thuy war das erste Feuchtgebiet in Südostasien, das Teil der Ramsarkonvention wurde und ist als Lebensraum für Zugvögel von internationaler Bedeutung.

## Geschichte

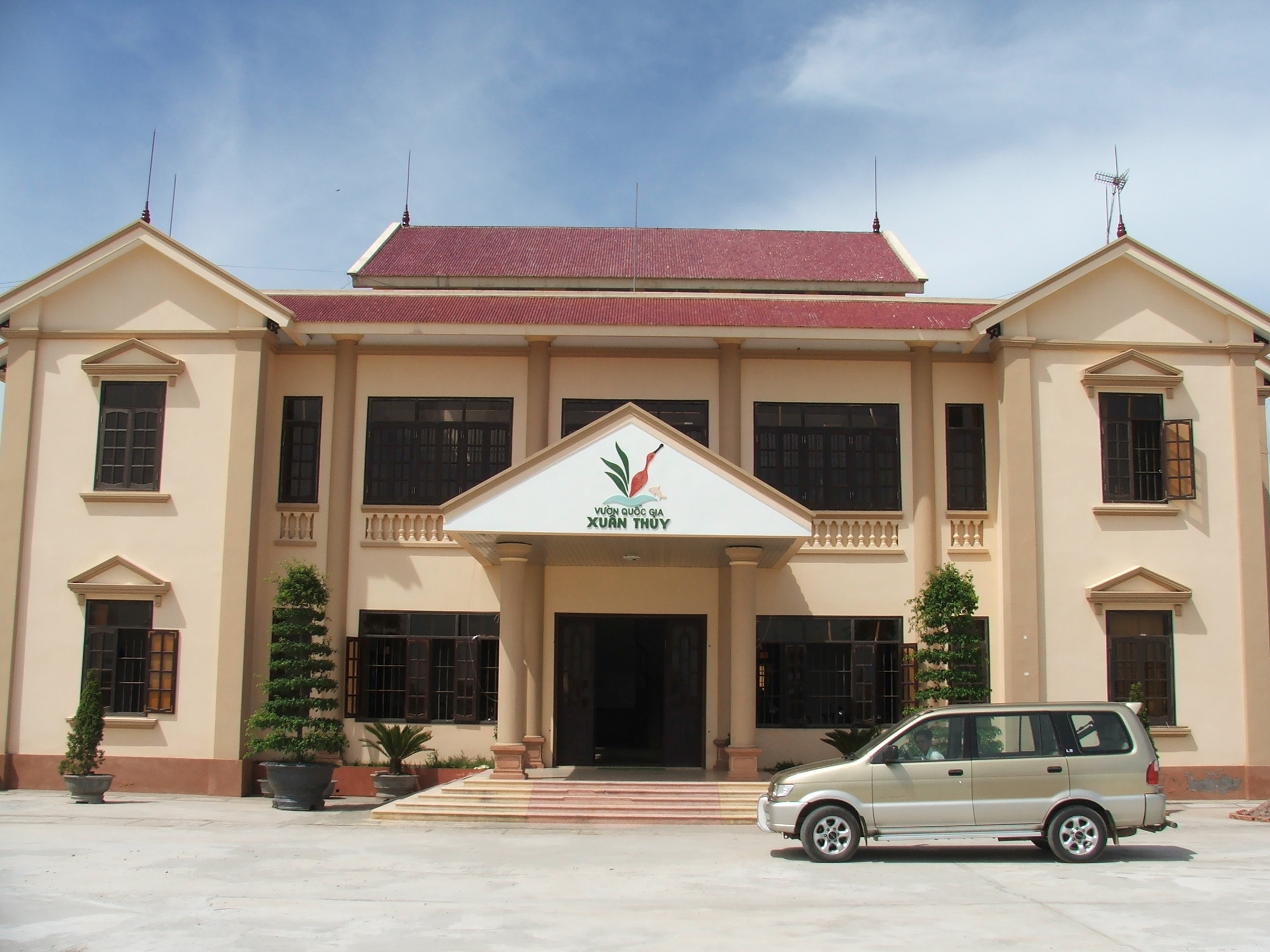
Hauptgebäude des Xuan Thuy Nationalparks

Am 2. Januar 1989 wurde die den Park umfassende Fläche von 12.000 Hektar im Giao Thuy Distrikt rings um die Mündung des Roten Flusses in den Golf von Tonkin als erster Ramsarstandort in Südostasien anerkannt, der Park war damit der 50. Teilnehmer des Abkommens weltweit. Sechs Jahre später beschloss die Regierung die Errichtung des Feuchtgebiet-Naturreservats Xuan Thuy, das im Jahr 2003 schließlich als Nationalpark anerkannt wurde und damit vom Ministerium für Landwirtschaft und ländliche Entwicklung der Nam Dinh Provinz verwaltet wird. Xuan Thuy wurde außerdem von der UNESCO als Teil der Kernzone des Red River Biosphere Reserve anerkannt. Die Vielzahl an Titeln, die sowohl von nationalen als auch internationalen Vereinigungen stammen, sowie die andauernde starke Unterstützung durch die Regierung und internationale Organisationen – staatliche und private – spiegeln die Bedeutung der Region wider.

## Landschaft und Klima

### Landschaft
Der Nationalpark Xuan Thuy ist in der Provinz Nam Định an der Küste zum Südchinesischen Meer circa 150 km südöstlich von Hanoi gelegen. Er ist das größte Küstenfeuchtgebiet in Nordvietnam und umfasst den südlichen Bereich der Flussmündung des Roten Flusses.
Aus dem Schwemmmaterial des Roten Flusses bilden sich zwei unterschiedliche Alluvialböden. Es findet sich Schwemmschlamm, der sich zu Lehm weiterentwickelt, und Sand. Die von Wasser transportierten Ablagerungen formen den Küstenboden, der aus leichten Böden (purer Sand und leichter Lehm), mittelschweren Böden und schweren Böden wie Lehmerde und Ton besteht.
Die Kernzone hat eine Gesamtgröße von 7.100 Hektar, wobei 4.000 Hektar davon auf Niedrigwasserfeuchtgebiete und 3.100 Hektar auf Land verfallen. Das Gebiet schließt die drei Inselchen Con Ngan, Con Lu und Con Xanh ein. Die Landschaft auf Con Ngan, der größten Insel wird von Aquakulturfarmen und Mangroven bestimmt. Auf Con Lu finden sich neben Aquakulturfarmen viele sandige Flächen wie flache Ablagerungs- und Schwemmgebiete. Con Lu, die kleinste der Inselchen, unterliegt durch Anschwemmungen des Roten Flusses einem beständigen langsamen Vergrößerungsprozess und ist mit Sandschichten bedeckt.
Die Pufferzone umfasst eine Gesamtfläche von 8.000 Hektar. Inselchen im Mündungsgebiet des Flussdeltas bieten gute biologische Voraussetzung für das Wachstum von Mangroven und die Biodiversität des Wattökosystems als Ganzes. Das Gebiet schließt außerdem Deiche ein, die von Marschgebieten umgeben sind. In der Pufferzone des Parks wird versucht, ein ökologisches Modell zur idealen, ressourcenschonenden Kombination der drei Einkommensmöglichkeiten des Pflanzens von Gemüse, der Fisch- und der Viehzucht zu etablieren. Dem Tourismusressort des Parks zufolge sind die Konstruktion von Deichen, Landrückgewinnung und Reiszucht sind in der Region lang gepflegte Traditionen.

### Klima
Der Distrikt Giao Thuy liegt in der Zone des tropischen Monsunklimas, das zwei unterschiedliche Jahreszeiten aufweist. Die heiße und sehr humide Regenzeit dauert von April bis Oktober, ihr folgt von November bis März die kühlere und aride Trockenzeit. Die Jahresdurchschnittstemperatur beträgt 24 °C bei Werten, die zwischen 40,3 °C im Sommer und 6,8 °C im Winter schwanken. Im Durchschnitt herrscht eine Luftfeuchtigkeit von 84 %. An den für gewöhnlich 133 Regentagen im Jahr fällt 1700 mm bis 1800 mm Niederschlag. Von Juli bis Oktober ist der Rote Fluss geflutet und führt besonders viel Wasser. Die Region wird davon genauso beeinflusst wie von dem aus Nordosten kommenden Monsunregen.
Der Wind wechselt im Laufe des Jahres seine Hauptrichtung. Während der Trockenzeit erreicht er die Region vornehmlich aus dem Norden, in der Regenzeit hingegen aus dem Osten. Juli und August sind die stürmischsten Monate, in denen auf heftigen Wind starker Regenfall folgt. Alleine im Jahr 2005 erreichten drei starke Stürme Nordvietnam: am 28. Juli konnte Windstärke 7 gemessen werden, am 18. September Windstärke 9 und am 28. September schließlich sogar Windstärke 12.

## Biologische Charakteristika

### Fauna

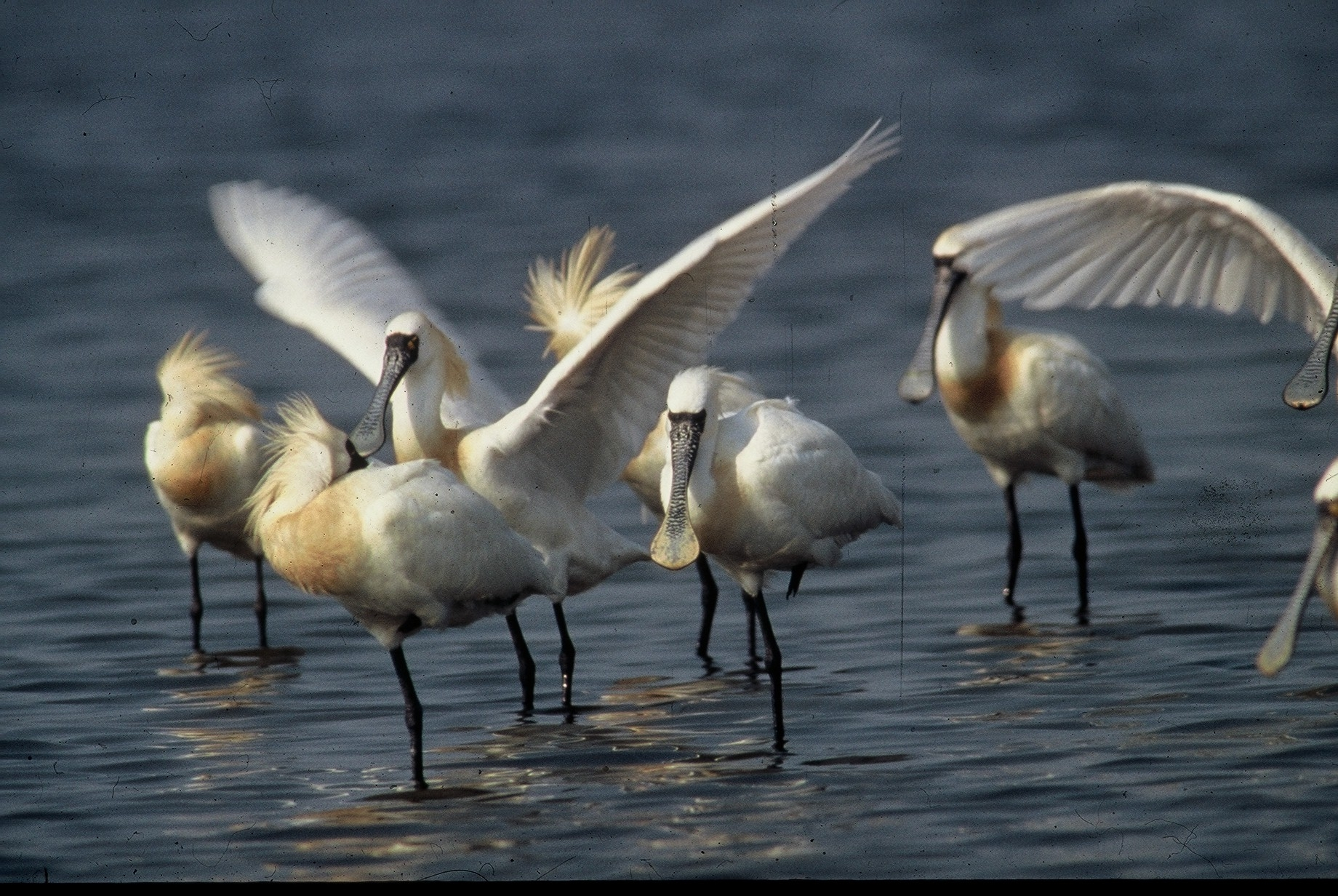
Schwarzstirnlöffler

Das Küstengebiet des Roten Fluss-Deltas ist ein Lebensraum für rastende und überwinternde Vögel wie zum Beispiel Möwen, Wasservögel und am Ufer lebende Vögel. Im Nationalpark Xuan Thuy lassen sich 250 verschiedene Spezies beobachten, 150 davon Zug- und 50 Wasservögel. Die Tiere lassen sich 41 Familien und 13 Ordnungen zuordnen. Neun Spezies wie beispielsweise der Löffelstrandläufer und der Tüpfelgrünschenkel sind als stark gefährdet eingestuft und damit in die Rote Liste gefährdeter Arten aufgenommen. 65 bis 75 Exemplare des Schwarzstirnlöfflers, der zum Symbol des Parks gewählt wurde, lassen sich in Zeiten des Vogelzuges beobachten. Bei einer Gesamtanzahl von nur ungefähr 1000 Tieren weltweit leben im Winter also mehr als fünf Prozent der Gesamtpopulation im Nationalpark Xuan Thuy. Der Park bietet auch für andere seltene Tierarten einen Lebensraum; unter anderem finden sich einige Otter-, Tümmler- und Walspezies. Außerdem lassen sich 30 Reptilienarten und eine ungezählte Anzahl von verschiedenen Insekten finden.

### Flora

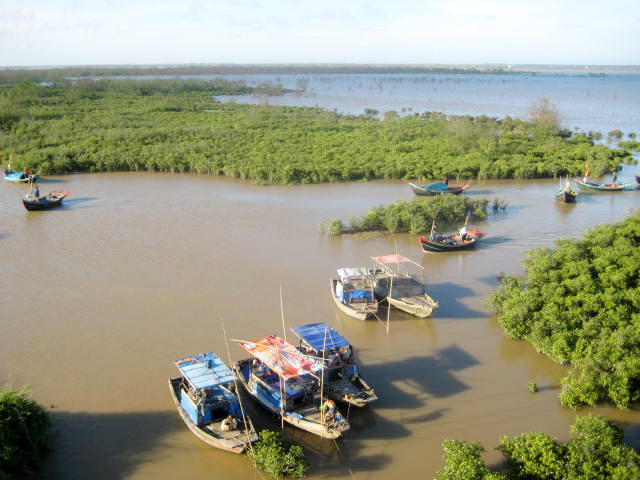
Mangrovenwald im Bereich des Flussdeltas

Von den 120 verschiedenen vaskulären Pflanzen, die sich im Nationalpark finden lassen, gedeihen 20 aufgrund der speziellen Eigenschaften des Feuchtgebiets besonders gut. Die Vielzahl an Mangroven trägt zur Stabilisierung des angeschwemmten Bodens bei und spielt eine wichtige Rolle beim Schutz vor Fluten und in mehreren biochemischen Kreisläufen. Bis jetzt wurden 111 aquatische Pflanzen dokumentiert, von denen für die Region vor allem einige Arten von Seegras aufgrund ihres ökonomischen Wertes von großer Bedeutung sind. Über 500 Arten von Benthos und Zooplankton (Shrimps, Fische, Krabben, Austern und andere) wurden bisher identifiziert.

### Nutzung der natürlichen Ressourcen
In der Kernzone des Nationalparks finden sich unbewohnte Gebiete, die zur Shrimpzucht genutzt werden. Momentan gibt es ungefähr 19 großflächige Zuchtteiche in der Nähe des Roten Flusses, zusätzlich dazu werden zudem Venusmuscheln gezüchtet. Zelte und Hütten, die zur Bewachung dieser Anlagen aufgeschlagen wurden, sind ohne Planung und Erlaubnis entstanden.
Das Land der Pufferzone kann in verschiedene Kategorien wie Wohngebiet, Aquakultur- und Agrarnutzflächen, Mangroven und Sandbänke aufgeteilt werden. Der Großteil der Flächen in Bai Tron und Con Ngan in der Pufferzone wurde in Teiche zur Shrimp- und Krabbenzucht aufgeteilt. In den 90er Jahren stieg die Zahl dieser Zuchtteiche exponentiell. Die Saison dauert von Mai bis Januar (April bis Dezember im Mondkalender). Außerhalb der Saison wird von einigen Bewohnern Seegras gezüchtet, das verkauft werden kann und nach einem längeren Bearbeitungsprozess als Nahrung genutzt wird.
Die Jagd von Vögeln oder anderen Tieren ist verboten und hat seit der Ernennung Xuan Thuys zum Nationalpark deutlich abgenommen. Nichtsdestotrotz sind illegale Aktivitäten noch immer nicht komplett beendet. Das verbotene Grasen von Wasserbüffeln in der Kernzone des Parks hat indes zu 100 Prozent aufgehört, die vormals stark angegriffene Flora kann sich dort langsam regenerieren.
Um Raubbau an den gegebenen Ressourcen zu verhindern, wurden vom Nationalpark verschiedene Projekte wie der Pilzklub entwickelt, die der lokalen Bevölkerung alternative Lebensgrundlagen bieten. Der Nationalpark hat sich zudem vorgenommen, mit Bildungsarbeit ein Bewusstsein für ökologische Themen zu etablieren, um so die Umwelt langfristig zu bewahren und zu schützen. Um dieses Ziel zu erreichen, unternimmt der Park zahlreiche Bemühungen wie zum Beispiel jährliche Unterrichtsstunden zum Thema Umwelt und Naturschutz in neun lokalen weiterführenden Schulen. In Zukunft wird ein Projekt zum Thema Müllentsorgung und -trennung für die Bewohner der Pufferzone anlaufen; momentan wird Müll weder getrennt noch entsorgt, sondern einfach überall hingeworfen.

### Wissenschaftliche Forschungsarbeit
Da der Nationalpark Xuan Thuy ein sehr wichtiger Standort für die Biodiversität Südostasiens ist, war und ist er Gegenstand vieler Untersuchungen sowohl von vietnamesischen als auch internationalen Forschern. Dem Park selbst zufolge wurden bereits mehr als zehn Doktorarbeiten, eine Vielzahl von Master- und hunderte Forschungsdokumente von Studenten aus mehr als 30 vietnamesischen Universitäten über den Park verfasst. Nichtregierungsorganisationen führen vor der Implementierung neuer Projekte, die sich gewöhnlich mit Themen des Umweltschutzes und der nachhaltigen Entwicklung beschäftigen, ebenfalls Forschungen durch.

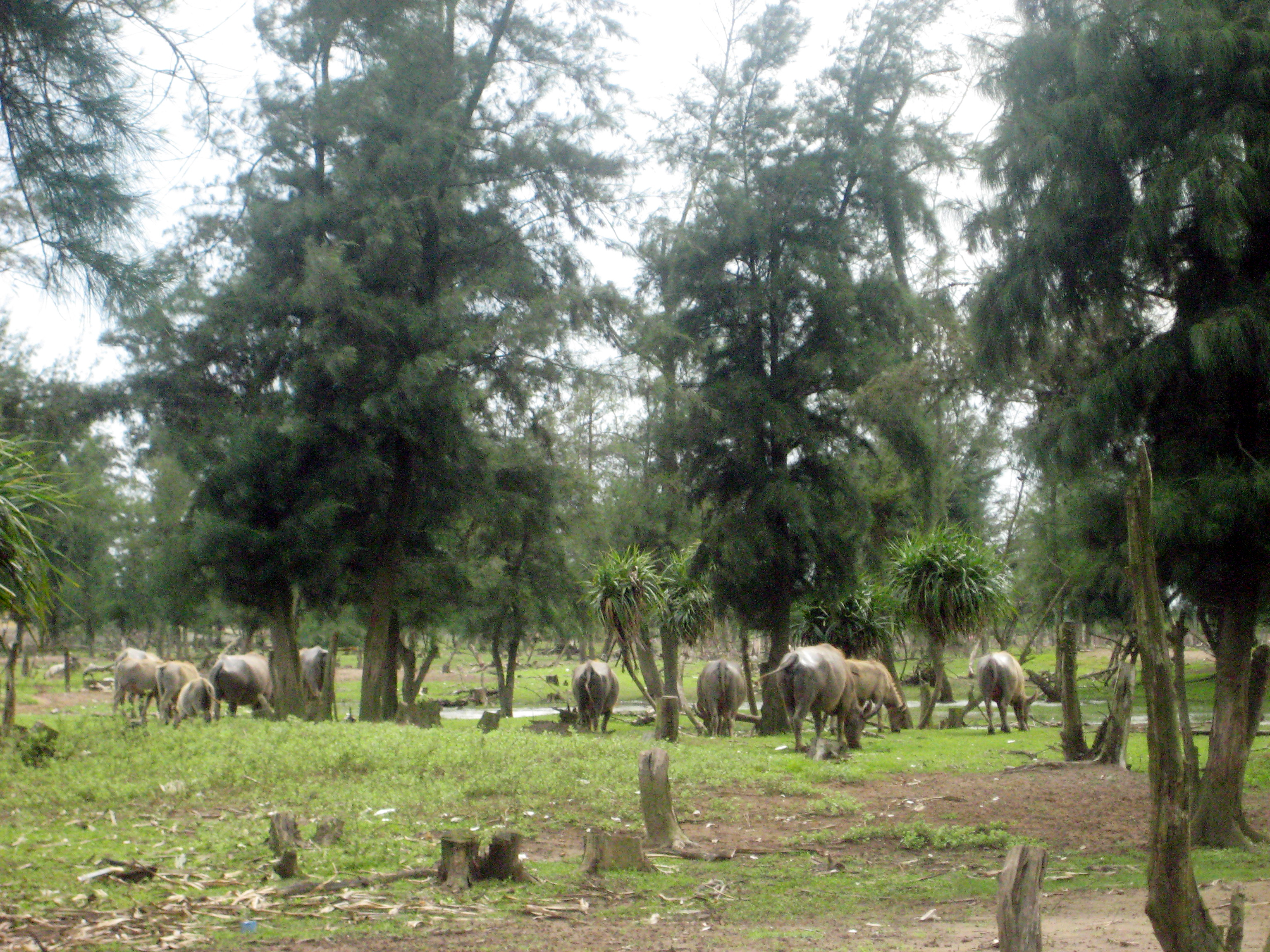
Grasende Wasserbüffel in der Kernzone zerstörten den Mangrovenwald.

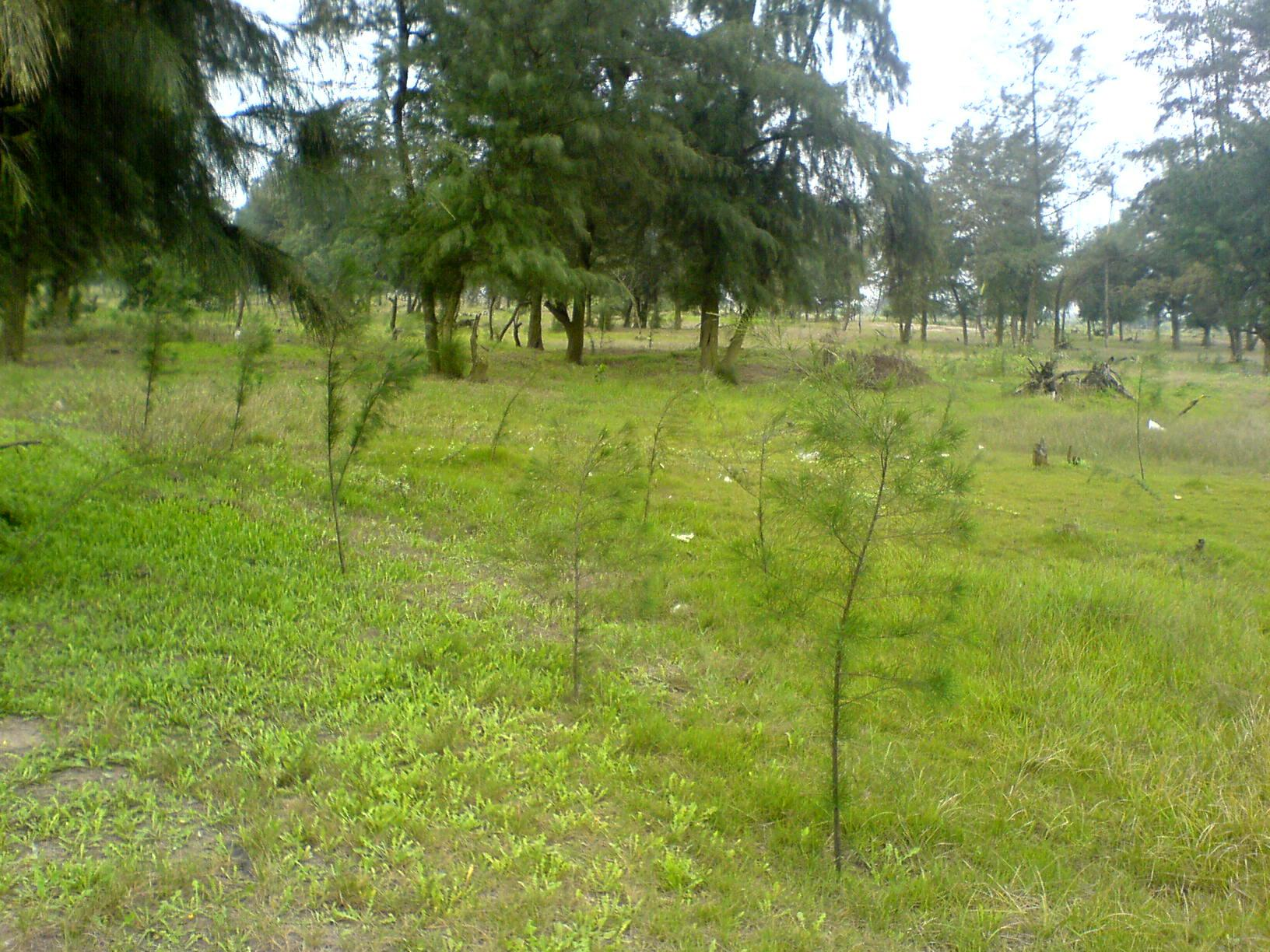
Nach der Verbannung aller Büffel kann sich der Wald langsam regenerieren.

Vor allem in der Kernzone gibt es viele Umweltschutzprojekte, da dort keinerlei menschliches Eingreifen in die Natur erlaubt ist. Das Ziel dabei ist vorwiegend der Schutz der Mangroven, Zugvögel, anderen aquatischen und terrestrischen Spezies und des Feuchtgebietökosystems in seiner Gesamtheit. In der Pufferzone hingegen fokussieren sich wissenschaftliche Arbeiten eher auf die Entwicklung von nachhaltigen und umweltfreundlichen alternativen Existenzgrundlagen und die Förderung von Umweltschutzaktivitäten. Zudem herrscht noch immer die Notwendigkeit, mithilfe von geeigneten Mechanismen und Methoden die Konflikte zwischen den ökonomischen Interessen der lokalen Bevölkerung und den ökologischen Prämissen des Parks zu schlichten. Projekte, die das gemeinsame Management von Krabbenkulturen regeln und allen beteiligten Akteuren ihre Rechte und Pflichten klar zuweisen, sind ein erster Schritt zur Lösung dieser Probleme. In der gesamten Region gibt es außerdem Bemühungen zum Aufbau von Kapazitäten sowohl für die Mitarbeiter des Nationalparks als auch für die lokale Bevölkerung, um so langfristig den herrschenden Druck auf die Ressourcen des Parks zu reduzieren.
Ein noch herrschendes Problem aller wissenschaftlichen Forschung ist die oftmals fehlende Langfristigkeit. Der Großteil der Projekte wird auf Basis der Finanzierung durch Außenstehende durchgeführt, die teilweise die lokalen Nöte und Bedürfnisse nicht erkennen. Außerdem gibt es noch keine Datenbank im Nationalpark, die alle bisher durchgeführten Forschungsarbeiten sammelt und zusammenführt, sodass sehr viel grundlegende Information immer wieder von Neuem erfasst werden muss.

## Sozioökonomischer Hintergrund

### Überblick

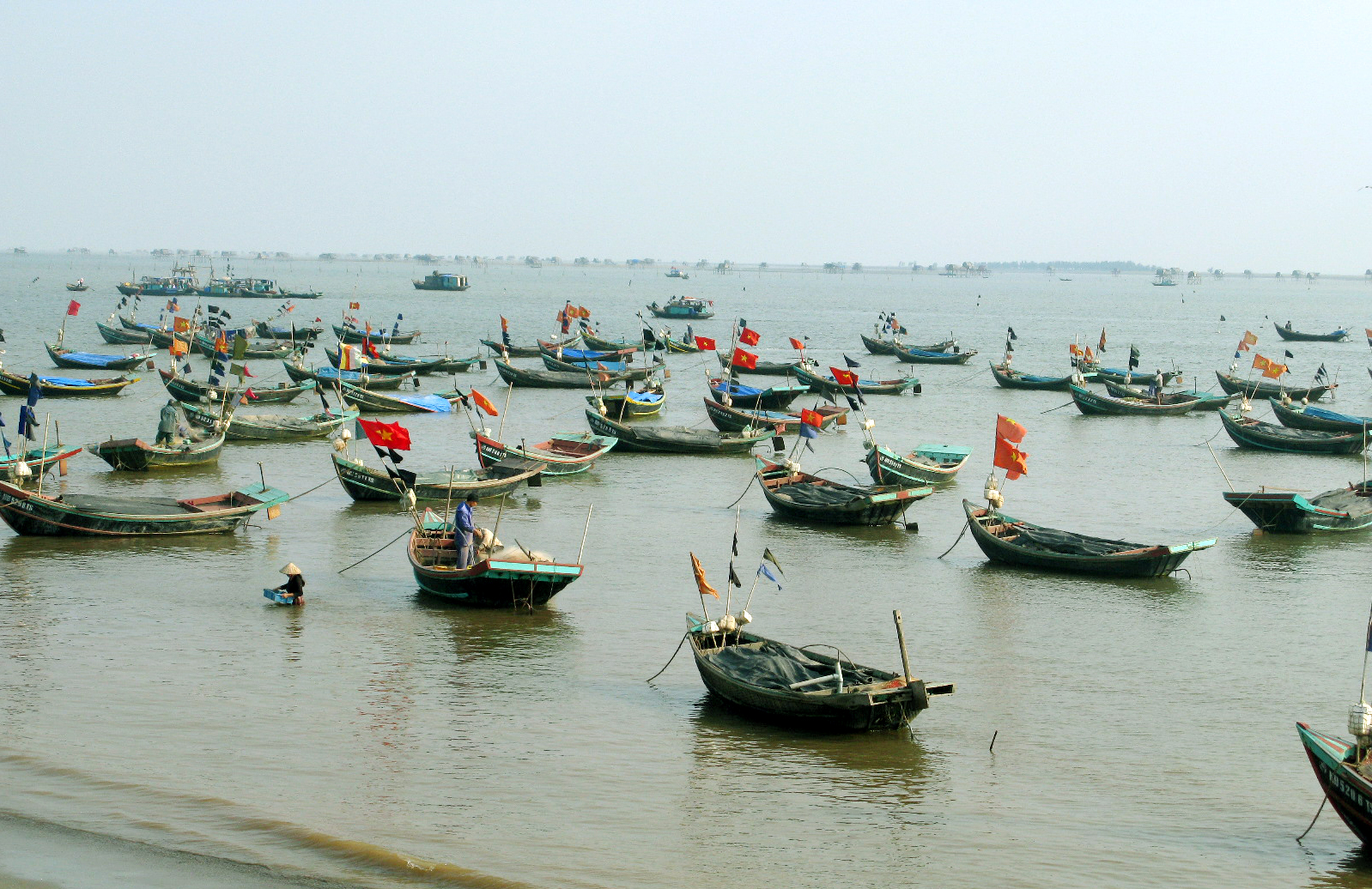
Traditionelle Fischerboote in der Nähe des Mündungsdeltas des Roten Flusses

Statistischen Daten des Volkskomitees im Distrikt Giao Thuy zufolge lebten im Jahr 2005 47.123 Einwohner in den fünf in der Pufferzone des Nationalparks gelegenen Kommunen Giao Thien, Giao An, Giao Lac, Giao Xuan und Giao Hai. Die durchschnittliche Bevölkerungsdichte variiert zwischen 1.023 und 1.331 Personen pro Quadratkilometer und nimmt aufgrund der Bevölkerungswachstumsrate von mehr als einem Prozent noch immer zu. Die Einwohner verdienen ihren Lebensunterhalt größtenteils durch landwirtschaftliche Aktivitäten, an erster Stelle durch den Anbau von Reis. 39,3 % des durchschnittlichen Einkommens wird auf diese Art und Weise erwirtschaftet, die Ausbeute beträgt dabei 632 Kilogramm Reis pro Person und Jahr. Aufgrund ungünstiger Umweltveränderungen nimmt die Gesamtgröße der landwirtschaftlich nutzbaren Flächen von Jahr zu Jahr ab, die weitere Ausweitung von Agraraktivitäten ist damit ausgeschlossen. Während die Kapazität dieses wirtschaftlichen Sektors ausgefüllt ist, wird der zweitwichtigsten Einkommensgrundlage noch immer hohes Entwicklungspotenzial zugeschrieben: im Jahr 2007 war Fischerei für 36,1 % des durchschnittlichen Familieneinkommens verantwortlich, zu diesem Zeitpunkt gab es in der Pufferzone Aquakulturteiche auf einer Fläche von 1800 Hektar. Bei einer jährlichen Wachstumsrate von 14,9 % befindet sich das Marinegewerbe in schneller Expansion, auch weil es augenscheinlich einen höheren ökonomischen Umsatz als die traditionelle Landwirtschaft hat. Andererseits kann die Zucht von Venusmuscheln zwar in hohem Gewinn resultieren, erfordert aber zunächst große Investitionen und belastet die Umwelt in erheblichem Maße. Da die Wasserqualität gefährdet ist, lässt sich bei einigen Aquakulturteichen nach einigen Jahren ein Ausbleiben jeglichen Profits feststellen. Der Besitzer ist dann in einer noch schwierigeren finanziellen Lage als zuvor gefangen.
Mit Viehzucht werden zehn Prozent des jährlichen Einkommens erwirtschaftet; Aktivitäten in diesem Sektor verbessern auf direktem Weg das tägliche Leben der Bewohner und produzieren außerdem organischen Dünger, der wiederum in der Landwirtschaft von großem Nutzen ist. Da hygienische Standards in diesem Bereich nicht eingehalten werden und das Netzwerk von Tierärzten in seinem jetzigen Entwicklungszustand keine Fähigkeiten zur Bewältigung größerer Seuchen hat, ist eine Ausweitung dieses Sektors nicht möglich. Neue Industrien und Techniken im Bereich Service und Handel hingegen treffen auf große Nachfrage und haben noch nennenswertes Entwicklungspotential, da sie momentan nur für 14,6 % des jährlichen Durchschnittseinkommens verantwortlich sind. Die Bereiche Industrie und Handwerk sind nur in Ansätzen entwickelt und erwirtschaften nur fünf Prozent – die Gründe dafür sind vor allem in der fehlenden Ausbildung und schlechten Materialgrundlage zu finden.
Gemäß der Wichtung der Einkommensquellen ist auch die erwerbstätige Bevölkerung strukturiert: 78,6 % aller Einwohner arbeiten im Agrarsektor, 16,2 % in der Fischerei, zwei Prozent im Bereich von Handel und Service und 3,2 % in der Industrie, dem Handwerk und im Baugewerbe beschäftigt. Es lässt sich feststellen, dass Fischerei eine profitablere Einkommensquelle als die traditionelle Landwirtschaft bietet, sie bietet außerdem eine stabile Arbeit: auf dem Feld tätige Bewohner sind in der Zeit zwischen den Ernten arbeitslos und setzen die Natur des Parks zusätzlich unter Druck, indem sie in dieser Zeit dort Ressourcen ausschöpfen. Die generelle Arbeitslosigkeitsquote nahm im Zeitraum von 2001 bis 2005 von 8,26 % auf 6,51 % ab, da allerdings 96,8 % aller Bewohner der Pufferzone ihren eigenen Reis anbauen, ist eine sehr große Anzahl von Arbeitstätigen von der landwirtschaftlichen Saison abhängig.
Im Xuan Thuy Distrikt gibt es 8510 Grundschüler und Schüler der weiterführenden Schule und 1187 Highschool-Schüler. Während jedes Kind die Grundschule besucht und noch 95 % ebenfalls zur weiterführenden Schule gehen, ist die Anzahl der Highschool-Schüler noch immer sehr gering. Im Jahr 2003 hatten zudem nur fünf Prozent aller Bewohner eine abgeschlossene Berufsausbildung oder einen Universitätsabschluss.
Zusätzliche Probleme werden durch die schlechte Infrastruktur bereitet. Zwar haben alle Bewohner Elektrizität, der Zugang zu sauberem Wasser ist jedoch noch immer eingeschränkt und beruht zu großen Teilen auf gesammeltem Regenwasser. Die Hälfte der Bewohner besitzen Brunnen, nur 20 bis 30 % dieser Brunnen werden jedoch aus sauberem Wasser gespeist. Der niedrige Infrastruktur- und Lebensstandard kann auch als Grund für die unstabile und spontane Produktion und für fehlendes Wissen und Erfahrung im Umgang mit Themengebieten des Verkaufs und der Vermarktung angesehen werden – viele wirtschaftliche Probleme entstehen wiederum durch Unwissenheit in ebendiesen Bereichen.
Da eine Ausweitung landwirtschaftlicher Aktivitäten unmöglich ist und die Bevölkerungszahl stetig wächst, wächst der Druck auf die Ressourcen des Nationalparks. Neben den Investitionen in Aquakultur ist der Mangrovenwald eine mögliche zusätzliche Einkommensquelle. Untersuchungen, die von der Nichtregierungsorganisation Centre for Marinelife Conservation and Community Development (MCD) durchgeführt wurden, haben gezeigt, dass das Einkommen einer überdurchschnittlich wohlhabenden Familie zu mehr als 50 % von Mangroven abhängt, während arme Familien mehr auf traditioneller Landwirtschaft und Viehzucht aufbauen und nur ein Fünftel ihres Einkommen mit der Hilfe von Mangroven bestreiten. Um die Ausbeutung der natürlichen Ressourcen des Nationalparks zu verhindern und die bestehende Armutsquote von 10 bis 15 % zu verringern, müssen alternative Einkommensquellen geschaffen und unterstützt werden.

### Alternative Beschäftigungsmöglichkeiten
Um Alternativen zu den bisherigen Einkommensgrundlagen zu schaffen, die natürlichen Ressourcen des Parks zu entlasten und nachhaltige Beschäftigungsmöglichkeiten zu generieren, gibt es verschiedene Projekte in der Pufferzone des Nationalparks Xuan Thuy. Im Idealfall können so menschliche Eingriffe in die Natur verringert werden und einige der heftigsten Probleme wie zum Beispiel Abholzung, die Nutzung engmaschiger Netze, Beifang in großem Umfang, Elektrofischerei, das unkontrollierte Bauen neuer Shrimpteiche und die illegale Jagd gelöst werden. Der Fokus des Programms zum Aufbau alternativer Einkommensquellen liegt auf der Garantie technischer und finanzieller Unterstützung in Kooperation mit einer Vielzahl von lokalen und internationalen Organisationen (sowohl staatliche als auch private). Einige der wichtigsten Partner sind dabei MCD, CORiN-ASIA und das Wetlands Alliance Program (WAP). Auf finanzieller Basis investiert der Park vor allem in die lokale Infrastruktur und baut beispielsweise neue Straßen, ein Zentrum für Umweltbildung und das Gesundheitswesen. Mithilfe von technologischer Unterstützung wird wiederum versucht, eine nachhaltige Entwicklung zu schaffen und langfristig bei der lokalen Bevölkerung ein Umweltbewusstsein zu etablieren. So findet beispielsweise ein Technologietransfer statt, der den Bewohnern der Pufferzone das Züchten von Pilzen und Honigbienen und den Anbau von extensiver Shrimpfarmen ermöglicht. Weil es als extrem effektiver Servicesektor angesehen wird, findet zudem eine Stimulation und Promotion eines kommunen-basierten Ökotourismus statt.

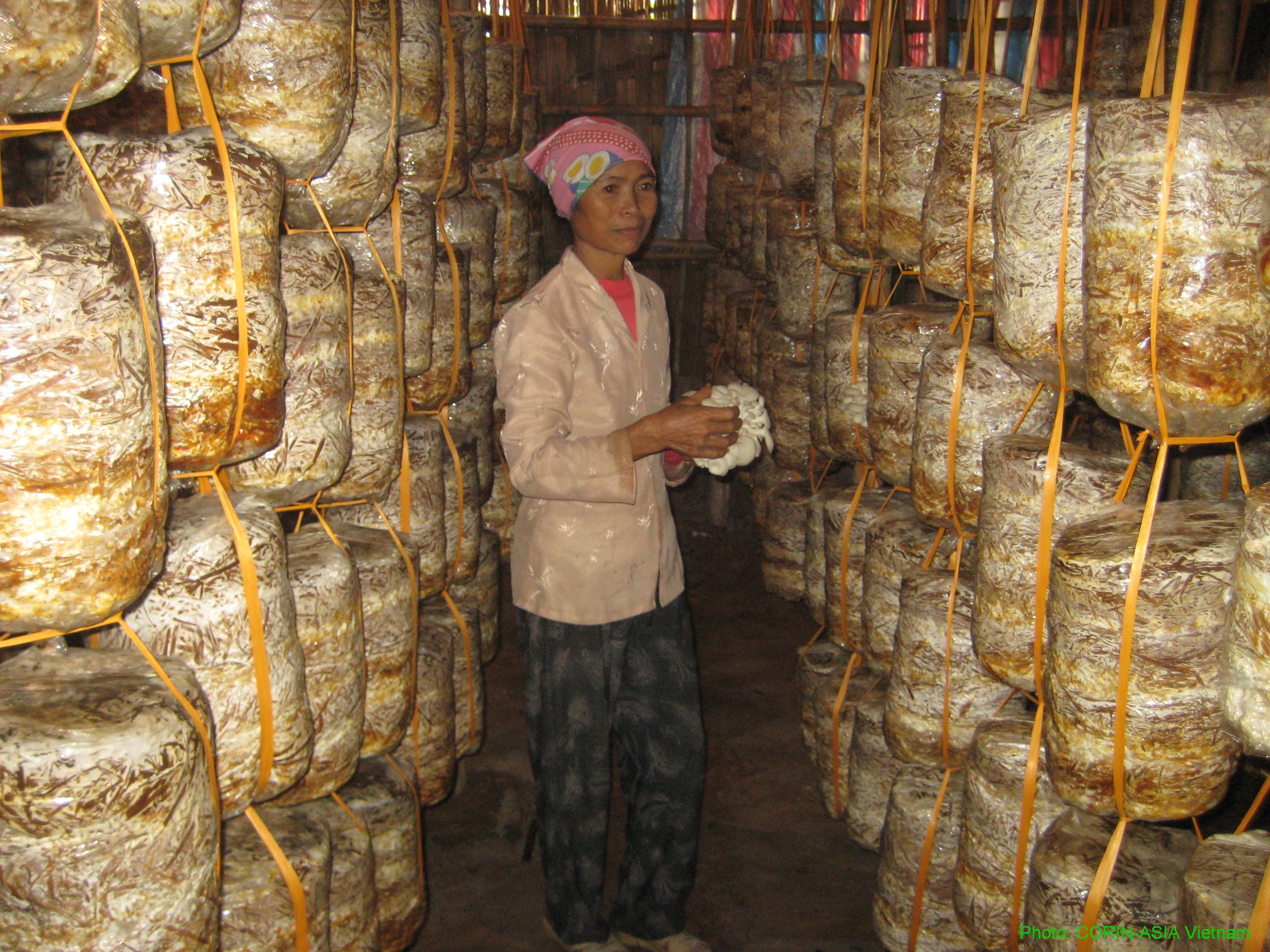
Der vom Nationalpark gegründete Pilzklub

Das Projekt des Pilzklubs begann im Jahr 2008. Zuvor stellten grasende Wasserbüffel in der Kernzone ein gravierendes Problem dar, da sie den Wald zerstörten. Die Konflikte zwischen den Regeln des Parks und den lokalen Interessen wurden durch die Schaffung der Pilzzucht als alternative Einkommensquelle zu schlichten versucht.
Mit der Unterstützung von CORiN-ASIA und WAP wurde der Xuan Thuy National Park Mushroom Club etabliert.
So wurden nicht nur Arbeitsplätze ungeachtet von Geschlecht und Alter geschaffen, das sehr verbreitete Verbrennen des Reisstrohs auf offenem Feld konnte ebenfalls reduziert werden, da das Stroh nun als Humus für die Pilze verwendet wird. Für die Zukunft besteht der Plan, das Stroh schlussendlich als organischen Dünger in der Landwirtschaft zu verwenden. Ein Jahr nach der Etablierung hatte der Pilzklub 78 Mitglieder, die nicht nur zusammenarbeiten, sondern auch mit der Austragung kleinerer Veranstaltungen wie einem Pilzkochwettbewerb für die Gesundheit der Gemeinde begonnen haben.
Im November 2010 stellt das Projekt eine wichtige Anstellungsmöglichkeit für die Zeit zwischen den Ernten dar, durch die Aufwertung zur Kooperation hat es zudem einen verbesserten legalen Status. Die geernteten Pilze werden in sowohl in den umgebenden Gemeinden als auch in Hanoi auf dem Long-Bien-Markt und dem Südmarkt verkauft. Im Fall des Honigbienenklubs war das primäre Ziel des Projekts eine Strukturierung der bereits bestehenden Aktivitäten in der Honigproduktion. Die neu gründete Gruppe kann nun effektiver zusammenarbeiten und auf diesem Wege sowohl die Anzahl der Bienenkäfige als auch die Honigproduktion erhöhen und somit letztlich ein größeres Einkommen erwirtschaften.
Der Bereich des Ökotourismus als alternative Existenzbasis hat noch eine Vielzahl von Problemen, was vor allem durch die Neuheit dieses Tourismusmodels in Vietnam und die fehlende Infrastruktur, die potenzielle Besucher abschreckt, zu begründet ist. Momentan hat der Nationalpark den Plan, seine Anlagen, Angebote und das Marketing bis zum Jahre 2025 langsam zu verbessern. Gästezimmer sind bereits vorhanden, drei große Gästehäuser sollen außerdem im Jahr 2011 fertiggestellt sein.

## Management
Bis zum Jahr 2003 war die Verwaltungssituation des Parks äußerst unzureichend. Es waren nur fünf Personen mit sowohl technisch als auch professionell ungenügenden Voraussetzungen angestellt, die gegebenen Infrastrukturen und Gebäude waren zudem zu schwach entwickelt. Da institutionelle Vereinbarungen fehlten oder unklar waren, konnte der Nationalpark keine Überwachungssystem etablieren, das den Raubbau möglicherweise schneller hätte beenden können. Neben den überlappenden Verantwortungsbereichen der Verwaltung bestand zudem ein konstanter Konflikt zwischen lokaler Bevölkerung und den gegebenen Parkregeln. Auf Regierungsebene bestand ebenfalls ein Mangel an Kooperation und Koordination, der die Implementierung effektiver Verwaltungsmechanismen stark erschwerte.
Seit 2003 hat sich die Situation deutlich verbessert. Ein neues Bürogebäude mit unterschiedlichen Funktionsräumen und ein Naturmuseum sind gebaut worden und können nun der Forderung nach infrastrukturellen und technischen Kapazitäten nachkommen. Im Bereich der Human Resources wurden neue Mitarbeiter mit einer Vielzahl unterschiedlicher Professionen wie Tourismus, Forstwirtschaft, Aquakultur und Biologie eingestellt. Jetzt arbeiten nicht nur 20 Personen in der Verwaltung des Parks, die Angestellten nehmen zudem regelmäßig an Workshops und Trainingsprogrammen teil, um ihr Wissen in den Gebieten der Umweltbildung, des Ökotourismus und des Entwicklungsförderung auszubauen.
Die institutionellen Rahmenbedingungen stellen noch immer eine Herausforderung dar. Als eine erste erfolgreiche Initiative kann das Projekt des Co-managements von Venusmuscheln angebracht werden. Zum jetzigen Zeitpunkt besteht eine Kooperation zwischen dem Verwaltungsapparat des Nationalparks Xuan Thuy, Gemeinderäten und Venusmuschelzüchtern, sodass die Ernte kontrolliert abläuft und Rechte und Pflichten aller Seiten klar definiert sind. Die andauernde Aufgabe der Stärkung der eigenen institutionellen Kapazitäten ist sehr wichtig für den Nationalpark, da beispielsweise noch immer der Bedarf bei der Aufklärung der Besitztumsverhältnisse aller Grundstücke besteht, um grundlegende Informationen zu erlangen, die wiederum für eine effektive Verwaltung der gegebenen Ressourcen und Aktivitäten unumgänglich sind. Da es sehr viele Behörden und Organisationen gibt, die auf irgendeinem Wege Einfluss oder Verantwortung für den Park besitzen, besteht die Notwendigkeit der Organisation und Strukturierung aller gegebener Interessen, um die strikten Regeln des Parks durchsetzen zu können und sich überlappende Verantwortungsbereiche zu vermeiden, die den Verwaltungsapparat von der erfolgreichen Umsetzung seiner Pläne abhalten.
Im Moment existiert eine Vielzahl an verantwortlichen Organisationen: lokale Regierungsautoritäten, staatliche Behörden, der Verwaltungsapparat des Nationalparks, interne Behörden wie das Gericht, der öffentliche Sicherheitsdienst und die Armee, zunehmend an Wichtigkeit gewinnende lokale Vereine, Kreditinstitute und Banken, religiöse Vereinigungen und die sehr wichtigen internationalen Organisationen. Eine effektive Verwaltung müsste all diese unterschiedlichen Partner integrieren, den derzeitigen Aktivitäten jedoch mangelt es noch an Effektivität. Zukünftig besteht die größte Aufgabe und Herausforderung des Nationalparks in der Stärkung seines eigenen institutionellen Status.

## Referenzen

### Bibliographie
- The Ramsar Regional Center – East Asia Wise – Use Workshop and Training Session on Wetland Management 19. – 26. September 2009, Changnyeong, South Korea, S. 60–64. (engl.)
- Vuon Quoc Gia Xuan Thuy, CORiN-ASIA, The Wetlands Alliance, Sida, Building local capacities for sustainable resource management in Xuan Thuy National Park, Vietnam. (engl.)
- Phan Thi Anh Dao, Phan Nguyen Hong, Le Xuan Tuan, Tran Minh Phuong & Nguyen Huu Tho, 2007, Xuan Thuy National Park: Socio-Economics, MERC-MCD, Hanoi, Vietnam. (engl.)
- Phan Nguyen Hong, Le Xuan Tuan & Phan Thi Anh Dao, 2007, Xuan Thuy National Park: Biodiversity, MERC-MCD, Hanoi, Vietnam. (engl.)